# Kunstakademie Königsberg

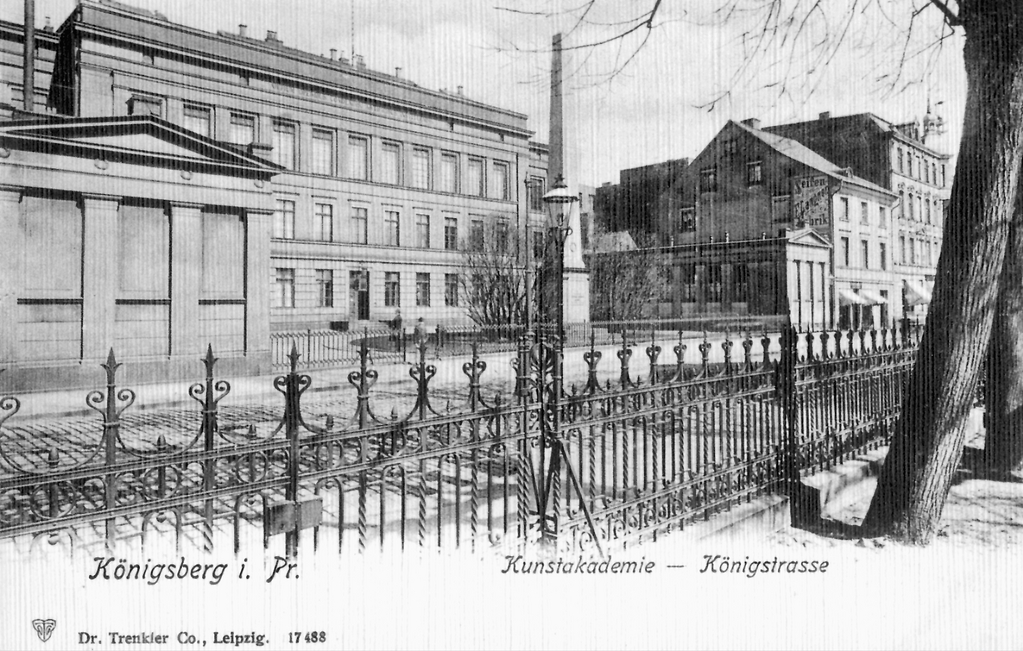
Sitz der Kunstakademie von 1845 bis 1916, Königstraße 57

Die staatliche Kunstakademie Königsberg war eine Kunsthochschule in Königsberg (Preußen). Sie hatte regionale Bedeutung für Ostpreußen.

## Geschichte

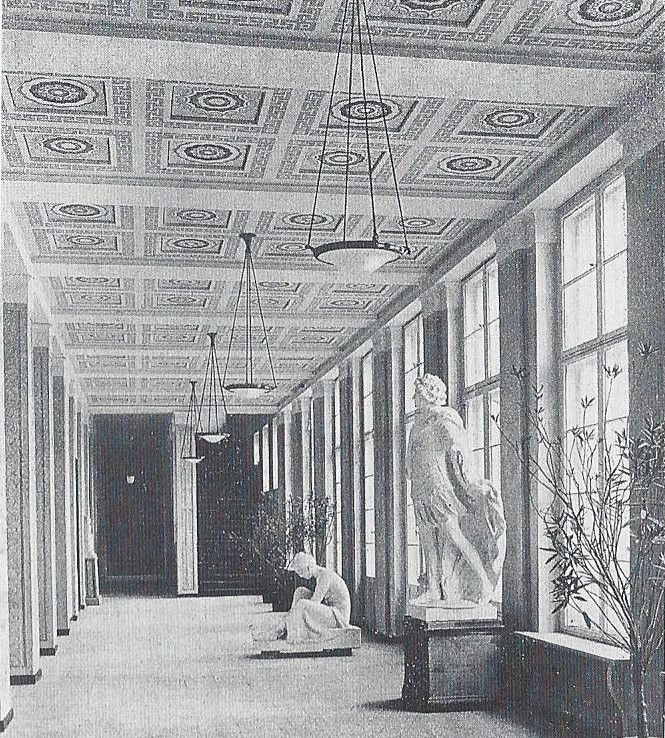
Flur im Neubau der Kunstakademie (1920er Jahre)

Die 1841 gegründete, 1845 eröffnete Kunstakademie geht auf Ernst August Hagen zurück. Als Kunstschriftsteller und Novellist war Hagen an der Albertus-Universität Königsberg der erste Lehrstuhlinhaber für Kunstgeschichte und Ästhetik in Preußen. Er war bereits 1832 für die Gründung des Königsberger Kunst- und Gewerbevereins mitverantwortlich und hatte 1830 die alte Kunstsammlung der Universität übernommen. Er beschaffte 1831 die Universitäts-Kupferstichsammlung und überführte sie 1862 in das Kupferstichkabinett der neuen Universität. Hagen initiierte 1838 auch den Bau des Stadtmuseums an der Königstraße, das 1841 fertiggestellt wurde.
Neben Hagen, der bereits seit seiner Kindheit enge persönliche Kontakte zum preußischen Königshaus pflegte, wurde auch sein Freund, der Oberpräsident Heinrich Theodor von Schön, gebeten, sich ebenfalls beim König für die Gründung einer Kunstakademie einzusetzen, die dieser nach einer zweimaligen Kabinettsorder gegen die Meinungen seiner Minister Karl vom Stein zum Altenstein bzw. dessen Nachfolger Friedrich Eichhorn auch bewilligte. Schön und Hagen waren damit maßgebliche Gründer der Kunstakademie Königsberg. Von Schön stammt die Idee zur Inschrift über dem Gebäude an der Königstraße (Artium operibus condendis et artficibus instituendis), das sich die Kunstakademie mit der älteren Provinzial-Kunst- und Gewerkschule teilte. Zu Ehren Schöns errichtete die Stadt Königsberg 1843 den blechernen Obelisken vor dem Gebäude; Hagen war wiederum an der Kunstakademie zeitweise auch als Lehrer tätig.
Die Kunstakademie sollte der Schöpfung von Kunstwerken und der Ausbildung von Künstlern dienen und wurde am 1. September 1845 eröffnet. Ihr erster Direktor war der Historienmaler Ludwig Rosenfelder. Er leitete die Anstalt bis 1881. Die Kunstakademie erhielt 1913–1916 im Stadtteil Rathshof einen Neubau nach Entwurf des Architekten und Akademielehrers Friedrich Lahrs, der heute als Schulgebäude dient. Zur Zeit der Weimarer Republik waren Wilhelm Thiele (1921 bis 1924) und Hermann Nollau Direktoren der Kunstakademie. Die Hauptleistungen der Akademie lagen in der Landschafts- und Genremalerei, vertreten z. B. durch den Maler Ernst Mollenhauer und andere, die auf der Kurischen Nehrung die Künstlerkolonie Nidden gegründet hatten.
Neben dem regulären Studienangebot gab es an der Akademie auch Abendkurse.
Während der Ostpreußischen Operation wurde die Kunstakademie geschlossen.

### Lehrer
- August Behrendsen
- Eduard Bischoff
- Alfred von Brühl
- Fritz Burmann
- Stanislaus Cauer
- Arthur Degner
- Ludwig Dettmann
- Norbert Ernst Dolezich
- Kurt Frick
- Hermann Gemmel
- Otto Heichert
- Friedrich Lahrs
- Franz Marten
- Edmund May
- Emil Neide
- Alfred Partikel
- Richard Pfeiffer
- Friedrich Reusch
- Ludwig Rosenfelder
- Carl Steffeck
- Robert Trossin
- Franz Xaver Wimmer
- Hans Wissel
- Heinrich Wolff

### Alumni
- Joachim Albrecht
- Eduard Anderson
- Ingrid Wagner-Andersson
- Fritz Ascher
- Hubert Berke
- Otto Beyer
- Ute Brinckmann-Schmolling
- Theo von Brockhusen
- Lovis Corinth
- Emil Doerstling
- Franz Domscheit
- Erika Eisenblätter-Laskowski
- Karl Eulenstein
- Otto Ewel
- Hildegard Grube-Loy
- Eduard Hartung
- Fritz Hass
- Adolf Hering
- Hella Hirschfelder-Stüve
- Adalbert Jaschinski
- Eduard Kado
- Charlotte Keyser
- Paul Kimritz
- Lothar Klimek
- Alexander Kolde
- Käthe Kollwitz
- Toni Koy
- Käte Krakow (1940–1941)
- Hilde Leest
- Max Lindh
- Arnold Lyongrün
- Lothar Malskat
- Felix Meseck
- Ernst Mollenhauer
- Emil Neumann
- Helene Neumann
- Luise Neumann
- Waldemar Philippi
- Anna Richter
- Werner Riemann
- Waldemar Rösler
- Otto Rohse
- Walter Rosenberg
- Edith Sanden
- Harald Schaub
- Ernst Schaumann
- Carl Scherres
- Ilse Schneider
- Julius Siemering
- Rudolf Siemering
- Irmgard Stecher-Borbe
- Fritz Szalinski
- Erika Maria Wiegand

## Weitere Ausbildungsstätten
Außer der Kunstakademie existierten in Königsberg auch zwei weitere Ausbildungsstätten, die in nicht fachkundigen Quellen gelegentlich mit der Kunstakademie verwechselt bzw. vermischt werden.
- Die staatliche Provinzial-Kunst- und Gewerkschule wurde 1790 zunächst als Kunst- und Zeichenschule gegründet. Der preußische König Friedrich Wilhelm III. stellte 1838 das Grundstück Königstraße 57 für einen Schulneubau zur Verfügung, in dem einige Jahre später auch die neu gegründete Kunstakademie untergebracht wurde. Die Provinzial-Kunst- und Gewerkschule bildete Handwerker und Gewerbetreibende im Zeichnen und Modellieren aus, z. B. Dekorationsmaler und Bau- oder Möbel-Schreiner, und wurde im Lauf des 19. Jahrhunderts mehrfach reorganisiert. Ab 1915 wurde sie durch ihren neu berufenen Direktor Edmund May zu einer modernen Kunstgewerbeschule reformiert und dann häufig Kunstgewerbeschule Königsberg genannt, ab 1916 war sie alleinige Nutzerin des Schulgebäudes an der Königstraße. Nach 1933 wurde sie unter Reduzierung des künstlerischen Anspruchs zu einer Meisterschule des Deutschen Handwerks umgewandelt.
- Die staatliche Baugewerkschule Königsberg wurde 1892 gegründet; an ihr studierten typischerweise Maurer- und Zimmerer-Gesellen, um sich zum Meister in selbständiger, gewerblicher Berufsausübung als Bauunternehmer fortzubilden. Viele Absolventen bezeichneten sich auch als Architekten, was formal dem nach 1945 eingeführten gesetzlichen Schutz dieser Berufsbezeichnung widerspricht. Die preußischen Baugewerkschulen führten nach 1918 meist Bezeichnungen wie Staatsbauschule oder Staatliche Ingenieurschule.